# HMS Unity (N66)
Pour les autres navires du même nom, voir HMS Unity.
Le HMS Unity (Pennant number: N66) est un sous-marin britannique, de la classe U, appelée aussi Classe Undine en service dans la Royal Navy. 

## Conception et description
Le Unity faisait partie du premier groupe de sous-marins de classe U. 2 autres groupes ont été construits ultérieurement. Les sous-marins avaient une longueur totale de 58,22 mètres et déplaçaient 549 t en surface et 742 t en immersion. Les sous-marins de la classe U avaient un équipage de 31 officiers et matelots.
Le Unity était propulsé en surface par deux moteurs diesel fournissant un total de 615 chevaux-vapeur (459 kW) et, lorsqu'il était immergé, par deux moteurs électriques d'une puissance totale de 825 chevaux-vapeur (615 kW) par l'intermédiaire de deux arbres d'hélice. La vitesse maximale était de 11,25 nœuds (20,84 km/h) en surface et de 10 nœuds (19 km/h) sous l'eau.
Le Unity était armé de six tubes lance-torpilles de 21 pouces (533 mm) (4 à l'avant et 2 en extérieur) et transportait également quatre recharges pour un grand total de dix torpilles. Le sous-marin était également équipé d'un canon de pont de 3 pouces (76 mm).

## Historique
Sa quille est posée le 19 février 1937 au chantier naval Vickers-Armstrong à Barrow-in-Furness, en Angleterre. Il est lancé le 16 février 1938 et mis en service le 5 octobre 1938.
Au début de la Seconde Guerre mondiale, Le Unity est membre de la 6e Flottille de sous-marins. Du 26 au 29 août 1939, la flottille se déploie sur ses bases de guerre de Dundee et Blyth, et sert dans les eaux territoriales de la mer du Nord, en lançant une attaque manquée contre le sous-marin (U-Boot) [allemand U-2.
Le Unity quitte Blyth le 29 avril 1940 à 17h30 pour patrouiller au large de la Norvège. La visibilité était réduite à 270 mètres lorsque le Unity sort du port pour se rendre dans le chenal principal, où le navire norvégien Atle Jarl fait route de l'Écosse vers la Tyne. Peu de temps après, la visibilité est tombée à 100 mètres et aucun des deux navires n'est conscient de l'autre jusqu'à ce que le sous-marin repère le 'Atle Jarl à 50 mètres sur une trajectoire de collision. Il a juste eu le temps de fermer les portes de cloison et de commander les moteurs en marche arrière avant que le Atle Jarl ne s'écrase sur le sous-marin. L'ordre d'abandonner le sous-marin a été donné et le Unity coule seulement cinq minutes après la collision à la position géographique de 55° 13′ N, 1° 19′ O. Deux membres de son équipage, le lieutenant John Low et le matelot Henry Miller, ont donné leur vie en restant derrière dans la salle de contrôle inondée pour que leurs compagnons puissent s'échapper du navire qui coulait.

### Commandement
- Lieutenant (Lt.) John Frederick Beaufoy Brown (RN) du 15 juin 1939 au 20 avril 1940
- Lieutenant (Lt.) Francis John Brooks (RN) du 20 avril 1940 au 29 avril 1940

RN: Royal Navy